# مسجد الجمة (قوبا)
مسجد الجمعة في قوبا (بالأذربيجانيَّة: Quba Cümə məscidi) - هو أثار تاريخي و معماري واقع في مدينة قوبا لجمهورية اذربيجان.
بدا إنشاءه المبنى في عام 1792 و و تم الانتهاء إنشاءه خلال 10 سنة. تم إنشاء مسجد الجمعة في مدينة قوبا عام 1802 على أموال السكان المحليين من قبل المهندس المعماري أبو بكير عجمي النخجيواني.
تعامل المسجد و المدرسة التابع المسجد حتى عام 1924, و تم حظر نشاطه خلال الإمبراطورية الحمراء.
ففي عام 1933 أي في العهد السوفييتي تم تدمير مبنى المدرسنين و المأذنة و المباني الأخرى.
في وقت لاحق، تعامل كمتحف السجاد.
و بعد إحياء أذربيجان إسقلالها تم بناء سور شبكة حول المسجد و المبنى المساعدة الأخرى و أعيد بناء المأذنة البالغ ارتفاعها 41 مترا.
يبلغ ارتفاعه مسجد الجمعة على 28 مترًا و مساحته 400 متر مربع.

## معرض صور

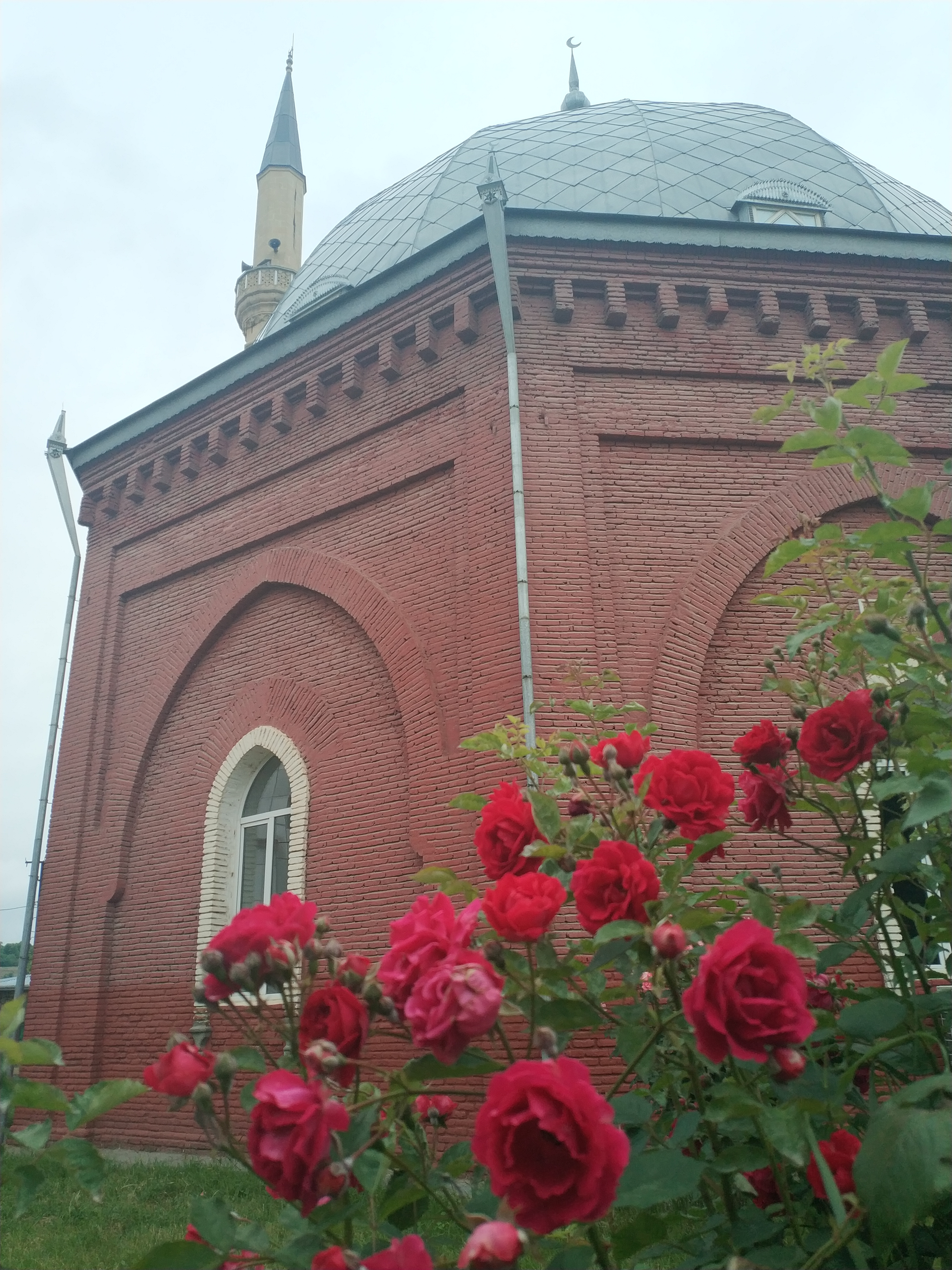
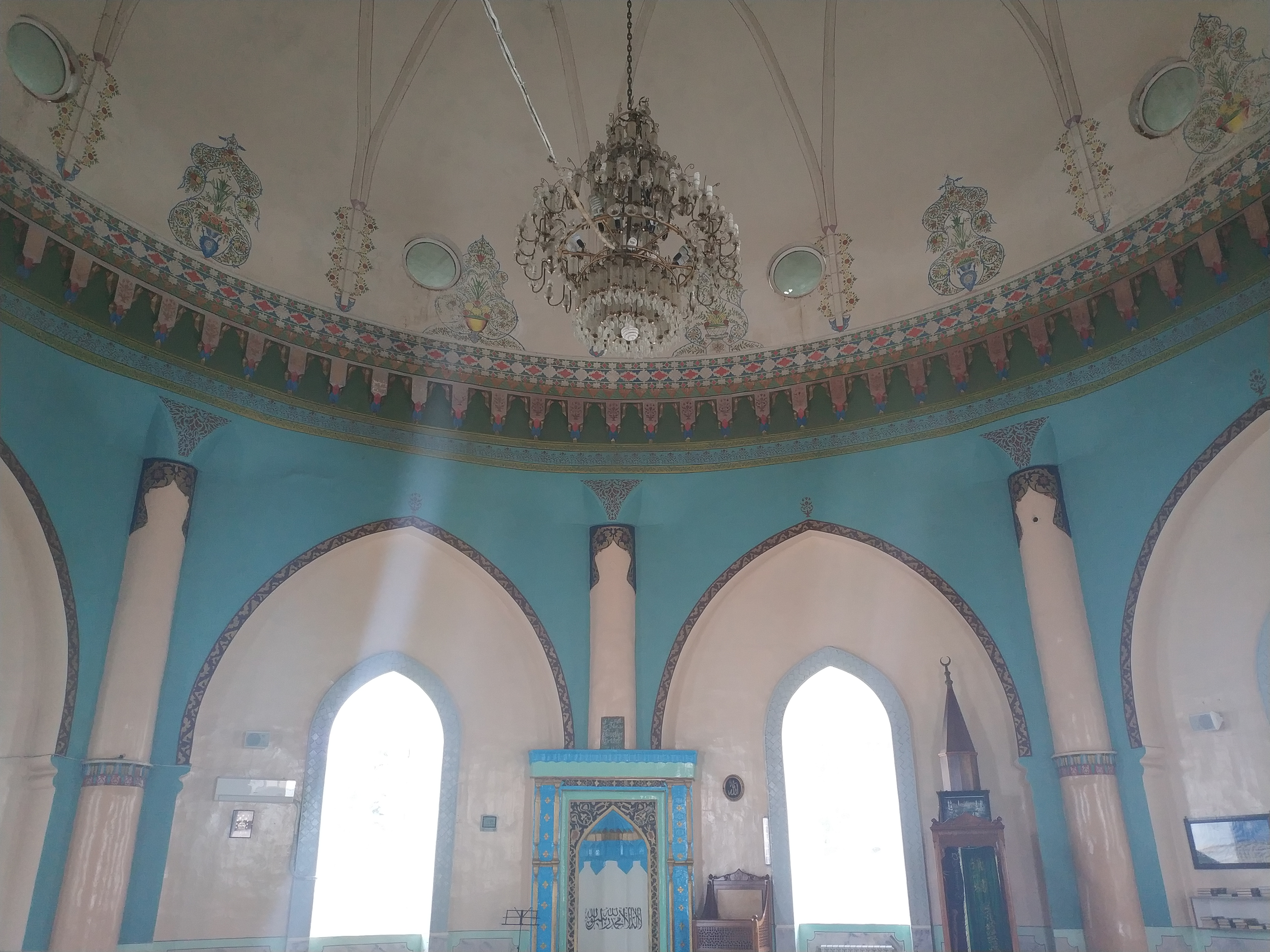
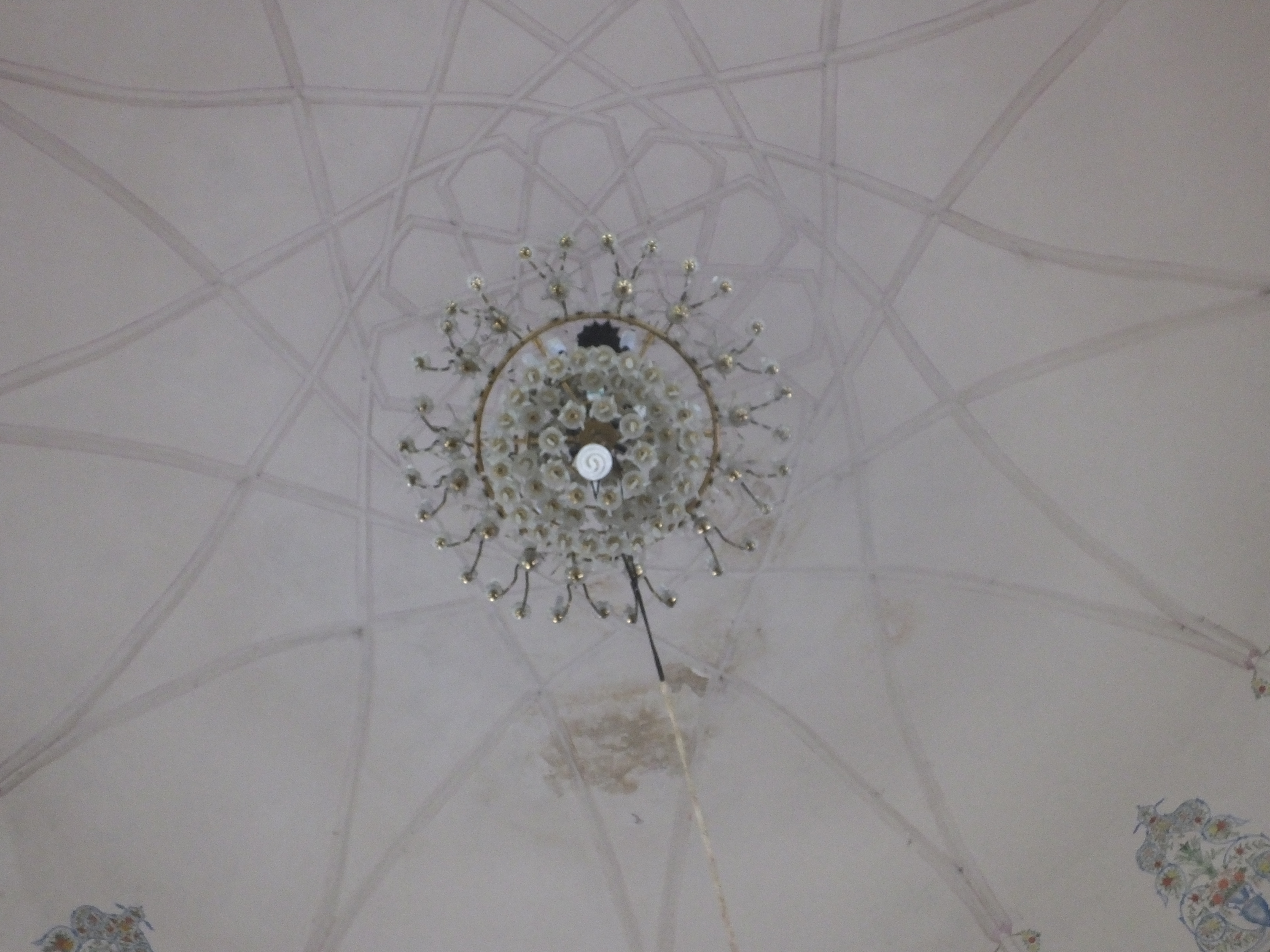
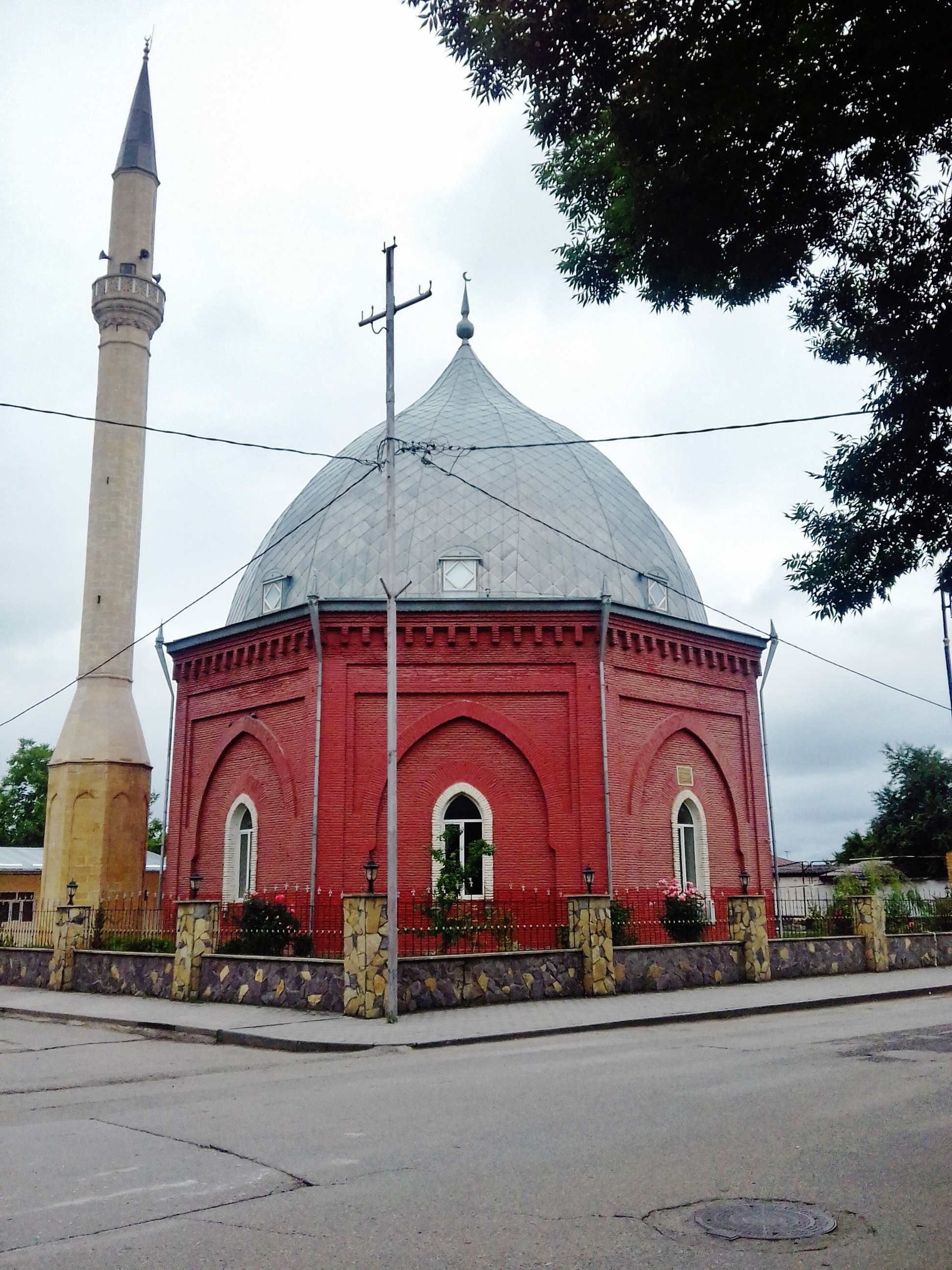
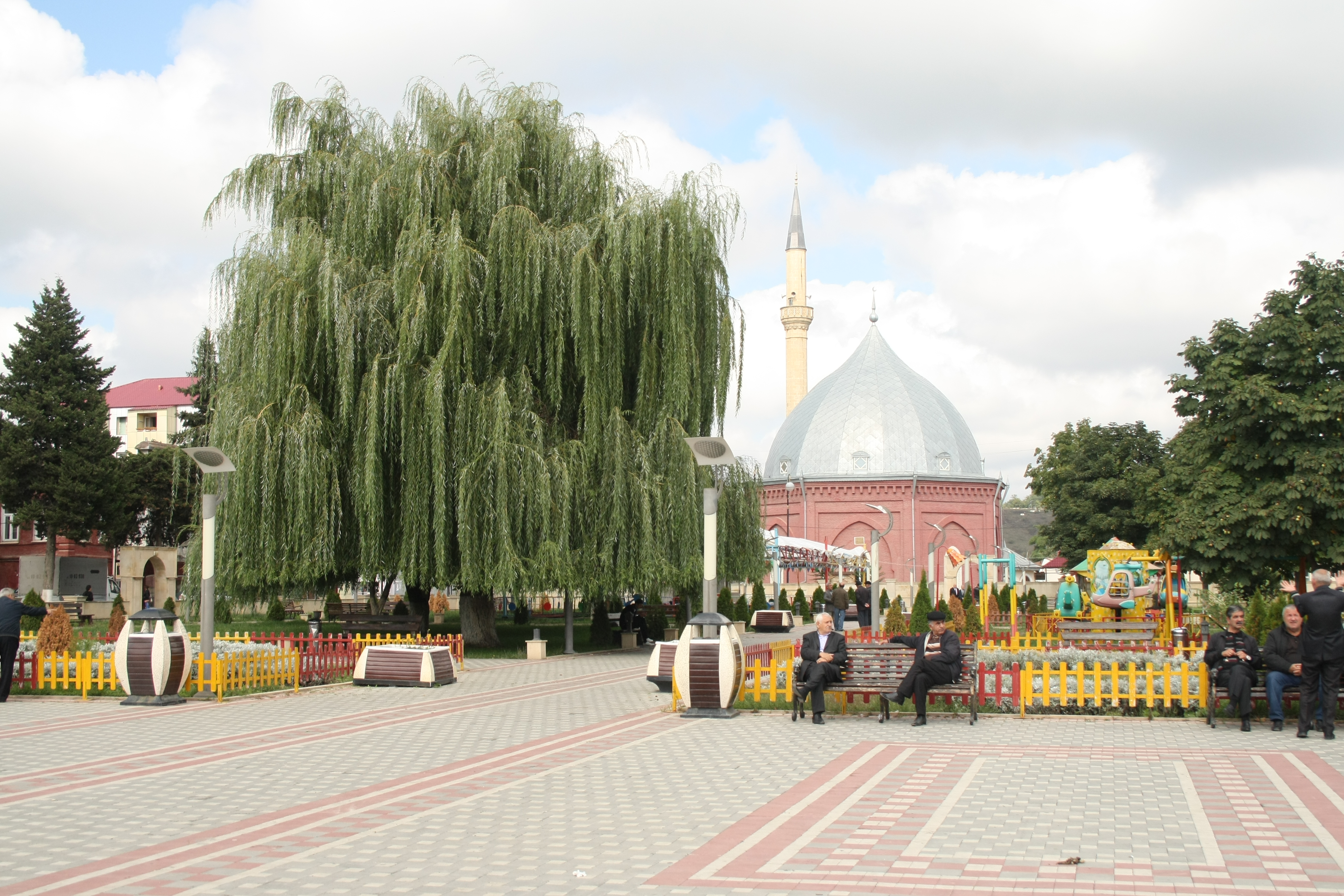